# フーコック島
座標: 北緯10度15分32秒 東経104度00分09秒 / 北緯10.25889度 東経104.00250度
フーコック島またはフークオック島（富国島（ふこくとう）、ベトナム語：Đảo Phú Quốc / 島富國）は、タイランド湾に浮かぶベトナム最大（561 km2）の島であり、キエンザン省に属する。周辺の諸島と併せフーコック市またはフークオック市（富国市、ベトナム語：Thành phố Phú Quốc / 城庯富國）を形成する。

## 概要
ベトナム本土南部西端のハティエンより約40 kmの沖合いにあり、島の南部にはアントイ諸島の小島が連なる。北東部はカンボジア領の島と接する。
2020年12月9日にフーコック島県からフーコック市に昇格した。
島の中心地は中北部のズォンドン坊 (北部発音。現地発音はユォンドン、Dương Đông)。南端にはアントイ坊がある。島の人口は146,028人（2019年時点）。太平洋戦争時は日本人からフコク島とも呼ばれた。現地発音は「フー・クァック」に近い。

## 気候・地理
雨季（5月 - 11月）以外は乾季で、平均年間降水量は2,879 mm、平均気温は27℃。
海だけではなく山も見応えある美しい場所がある。俗に99の山と丘があるといわれ、北東部の水源からのダーバン川とズォンドン川、中部水源からのチャン川が流れ、ともに島の西部から海に注ぐ。また荘厳な滝も存在する（ただし、乾季は水が全くなくなる）。
道路による島の全周は130 kmほどで、その気になればレンタルバイク等で回ることも可能だが、舗装されていない、また街灯のない道路が多く、特に島の北東部では渓谷にかかる橋が崩落したままになっており、迂回路として林道を利用するほかない場所も多い。国外からの旅行者が多い有名なビーチに行く道でも、赤土の凸凹道でバイクやクルマのサスペンションが故障しないか、腰を傷めないか心配になるほどの非舗装道しかないのも現状である。
島にはロングビーチ（チュオンビーチ）やスタービーチ（サオビーチ）など多くのビーチがあり、ベトナム人、越僑、華僑のみならず欧米人も訪れるリゾートとなっており、ヴィラ風のホテルなどがある。有名なロングビーチは島の西側に20 kmも続く、白砂の鳴き砂のビーチで、ベトナムでは数少ない海に沈む夕陽が見られるビーチである。2007年には、初の5つ星ホテルも開業し、エコ・ツーリズムの高まりで観光客が増えている。近年ではより波の穏やかな北部・東部のビーチも開発が進んでいる。また、アントイ諸島周辺はダイビングスポットとしても開発中である。
島周辺に多様な生態系があるため、2006年にキエンザン省内のメコンデルタ地域および周辺の海域と共に「キエンザン生物圏保護区」としてユネスコの生物圏保護区に指定された。
島は2013年に経済特区に指定され、観光関連投資は2021年にかけて160億ドルに達した。客室数が合計1万2000室に及ぶホテル、遊園地、カジノ、ゴルフ場、海上ロープウェイなどが整備された。このうちビングループは28億ドルを投資し、2021年4月にはイタリアのベネチアをモチーフとした24時間稼働の観光施設「グランドワールド」を開業した。新型コロナウイルス感染症の世界的流行前の2019年には観光来島者は510万人だった。

## 行政区画
フーコック市は、以下の2坊7社の行政単位に区分される。
- ズオンドン坊（Dương Đông / 楊東）
- アントイ坊（An Thới / 安泰）
- バイトム社（Bãi Thơm / 拜𩡋）
- クアカン社（Cửa Cạn / 𨷶乾）
- クアズオン社（Cửa Dương / 𨷶陽）
- ズオントー社（Dương Tơ / 陽思）
- ガインザウ社（Gành Dầu / 瀛油）
- ハムニン社（Hàm Ninh / 咸寧）
- トーチャウ社（Thổ Châu / 土珠）

## 特産物
魚醤ヌクマムの産地として有名で、年間600万リットルが生産されており、ヌクマム工場の見学ツアーなども行われている。また、中北部の農村では胡椒の栽培が盛んである。南部を中心に漁業も盛んであり、島民の6割が漁業に従事する。特にイカ漁が行われ、観光客向けにもイカ釣りのツアーがある。

## 国境の島として
カンボジア領に張り出した国境の島である。かつてはカンボジアのポル・ポト派は、カンボジア領と主張していた。カンボジアでは、Koh Tral と呼ばれている。

## グランドワールド・フーコック

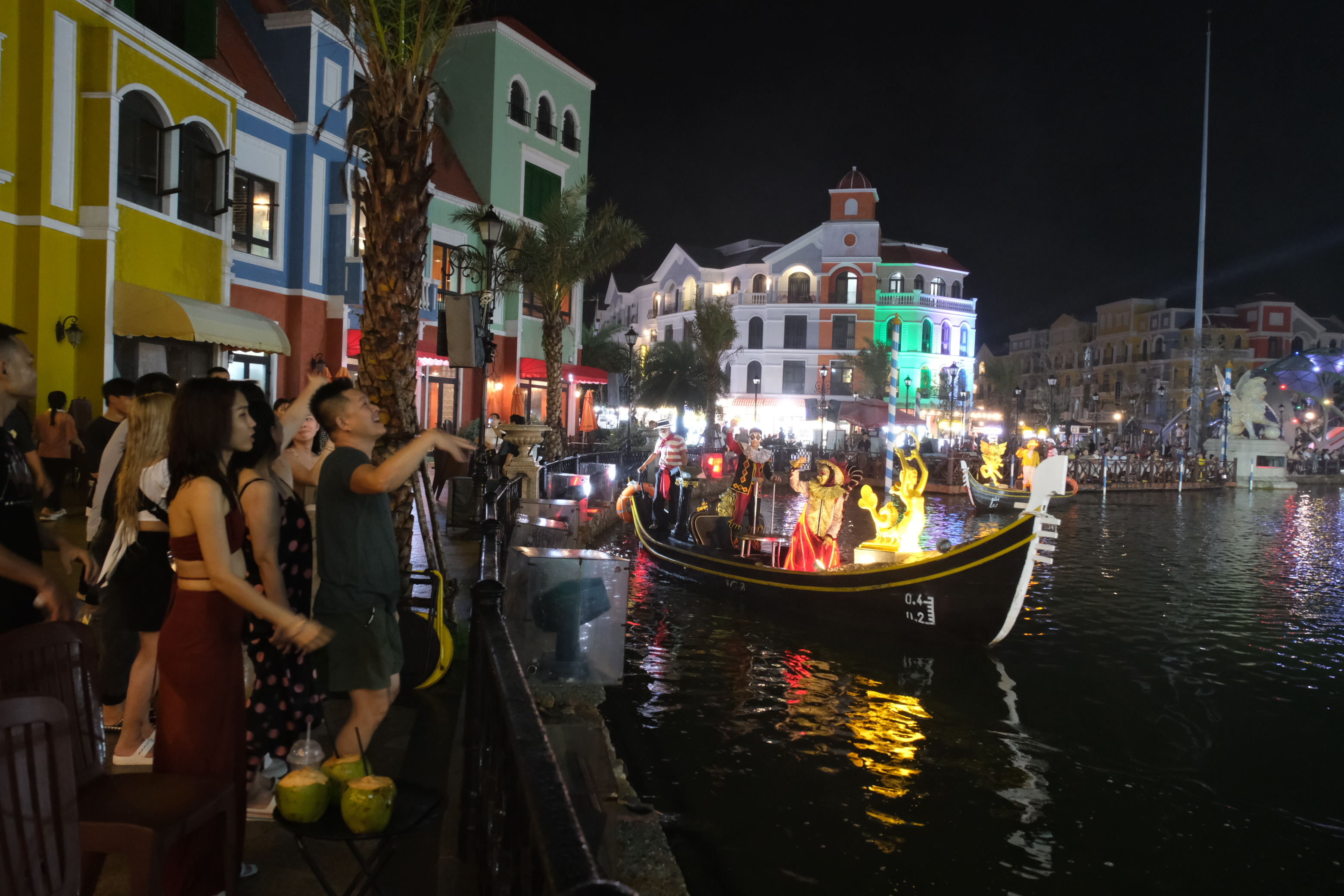
グランドワールド・フーコックのウォーターショー

2021年4月に開業した、総面積は85haのテーマパーク、カジノも併設する大型リゾート・娯楽・複合商業施設。24時間営業・入場無料で眠らない街を標榜する。不動産や教育事業を手がけるベトナムの複合企業「ビングループ」が運営主体。タイや周辺諸国に対抗できる外国人観光客誘致の切り札として期待され、「リゾート＆カジノ・コロナ・フーコック」(Resort & Casino Corona Phu Quoc)は、国内で初めてベトナム人の入場が認められるカジノとなった。
※詳細は「グランドワールド・フーコック」を参照。

## フーコック犬
島原産の犬で、ベトナム全土で数千匹しかいない希少種。保護が叫ばれている反面、島に新しく入った移住者向けに犬料理を出す店があり、フーコック犬が出されている。また、2007年に全長700mのドッグレース場が開業する予定。研究施設や犬の病院を併設、犬が自然に近い形で猟ができるように8haの森林地帯も用意されるという。

## 交通
- キエンザン省のラックザー (Rạch Giá) からバイボン港へ高速船が運行（2007年9月2日- 供用開始）。
- キエンザン省のハティエン（Hà Tiên）からハムニン港、タントイ港へ高速船が運行。
- タンソンニャット国際空港やカントー国際空港、ラックザー空港からフーコック空港 (IATA:PQC) へ、ベトナム航空、ベトジェットエア、パシフィック航空、VASCO(Vietnam air service company)などが運行している。
- ラックザー港より、フーコックに寄航して、カンボジア、タイを往復する旅客船が、2007年に就航予定。3か国にて協同運航する[要出典]。
- 島内には公共交通機関はなく、タクシーやバイクタクシーが利用されている。

## ギャラリー

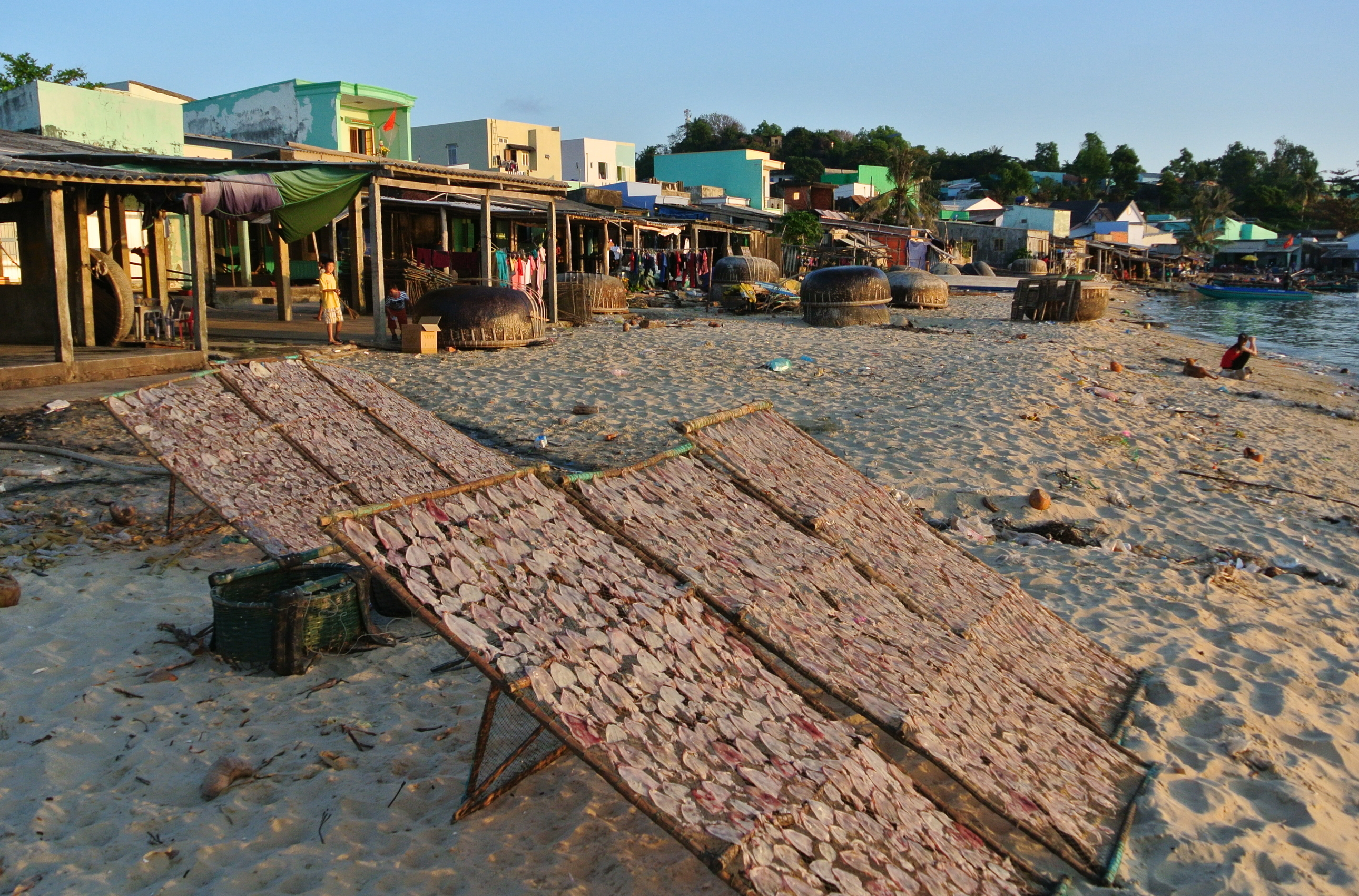
アントイ坊の漁村
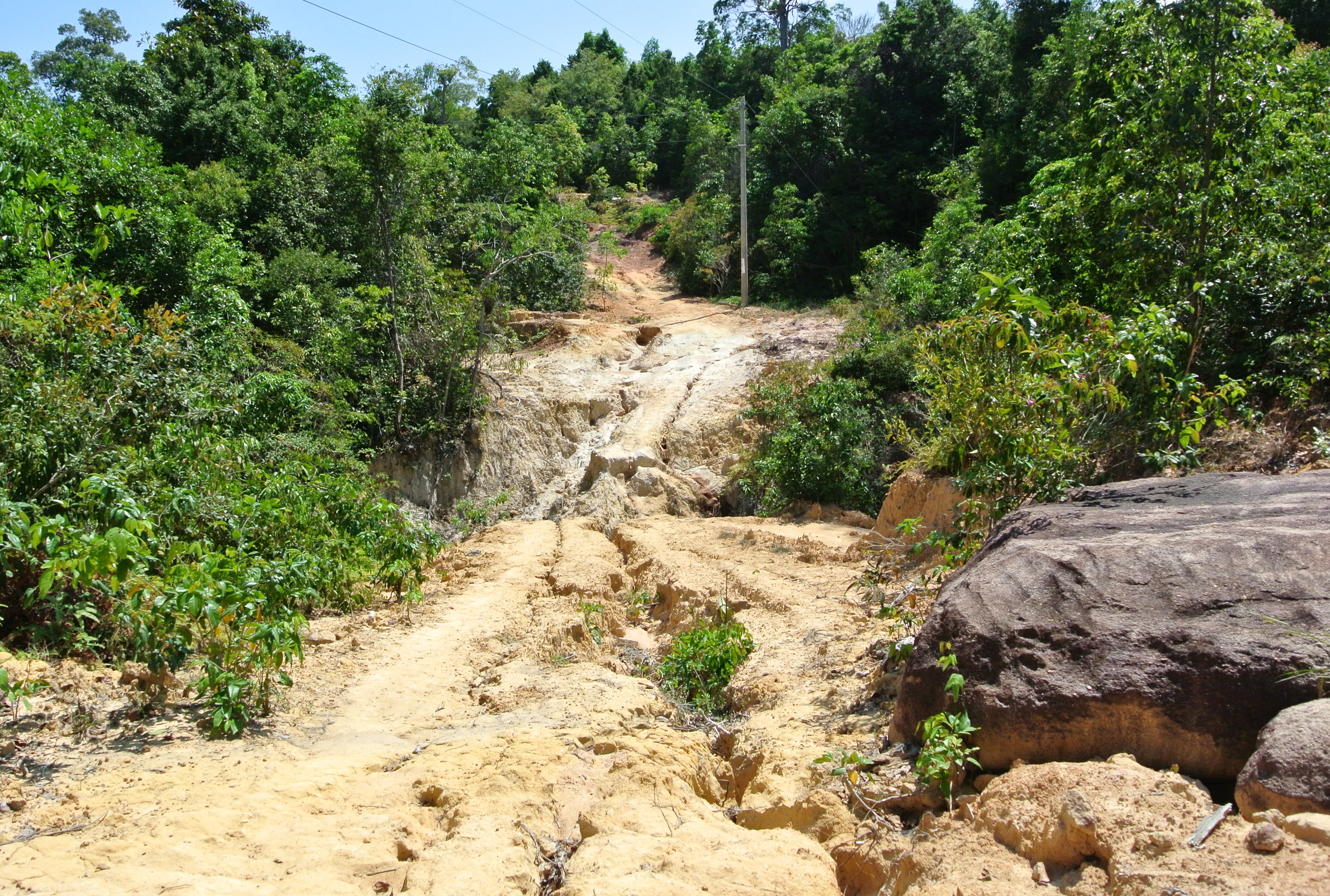
北東部、橋の崩落したままの道。
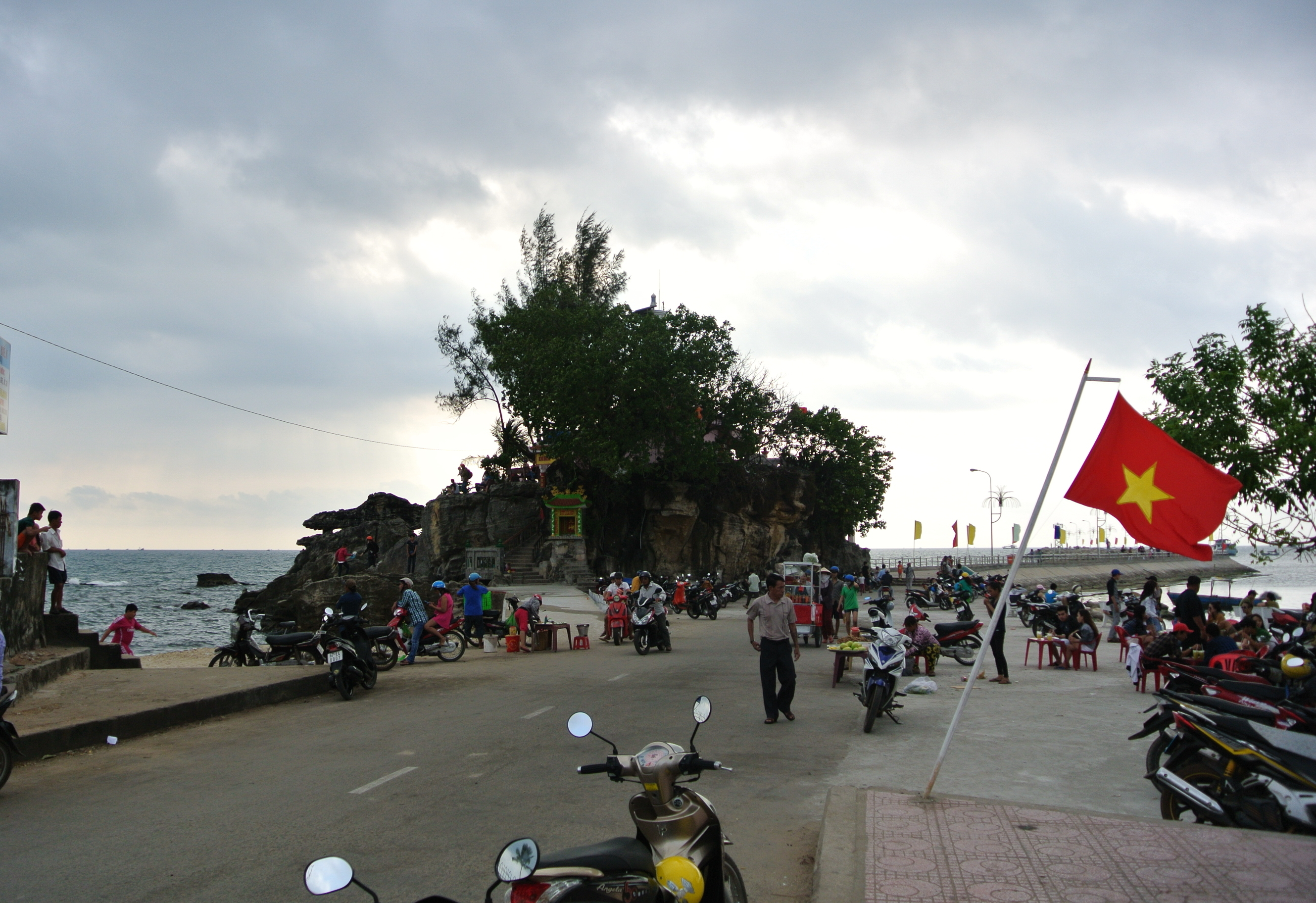
ズオンドン川の河口にあり信仰を集めるカウ廟
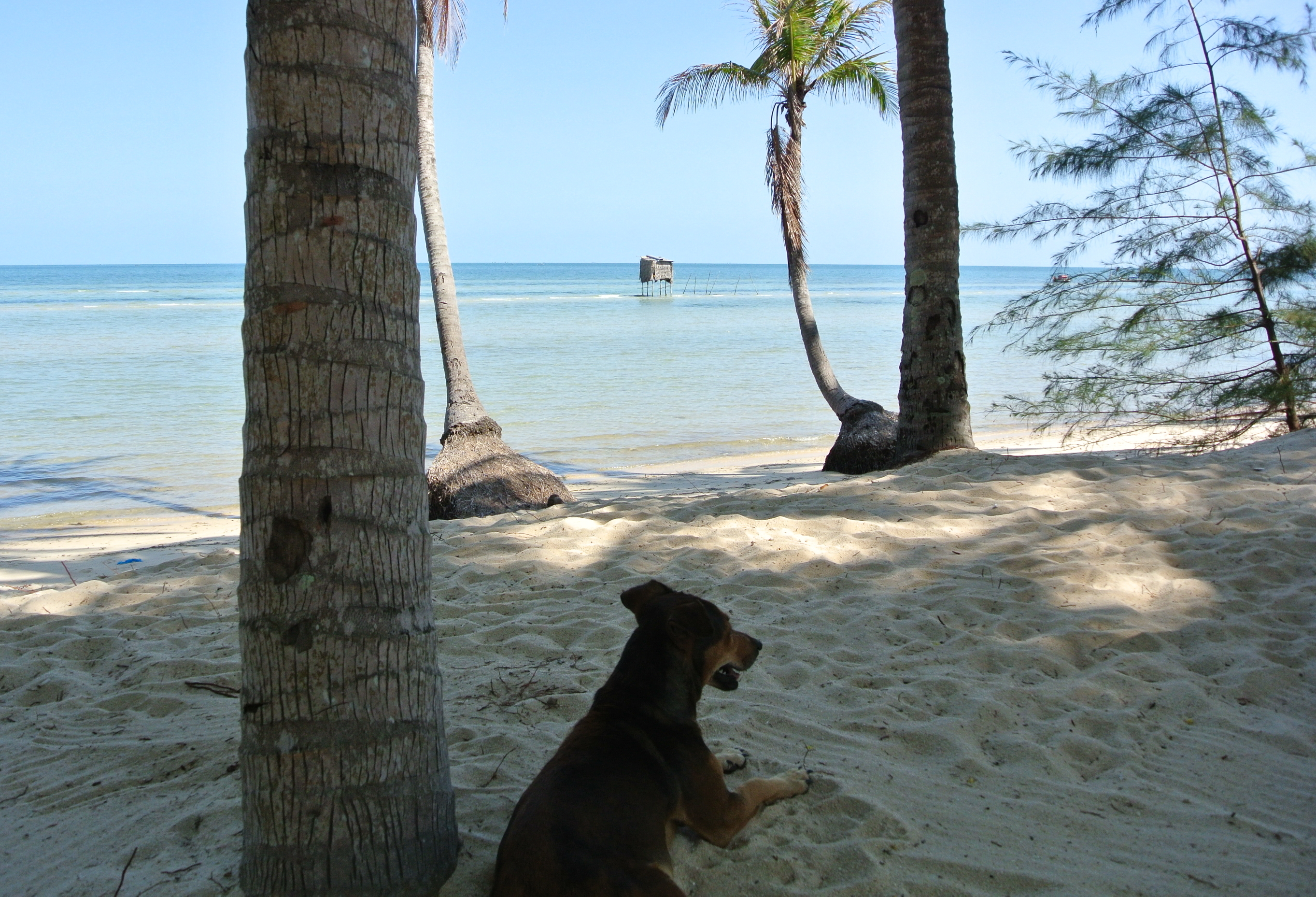
ハムニン港の北のビーチ。東部は波が穏やか。
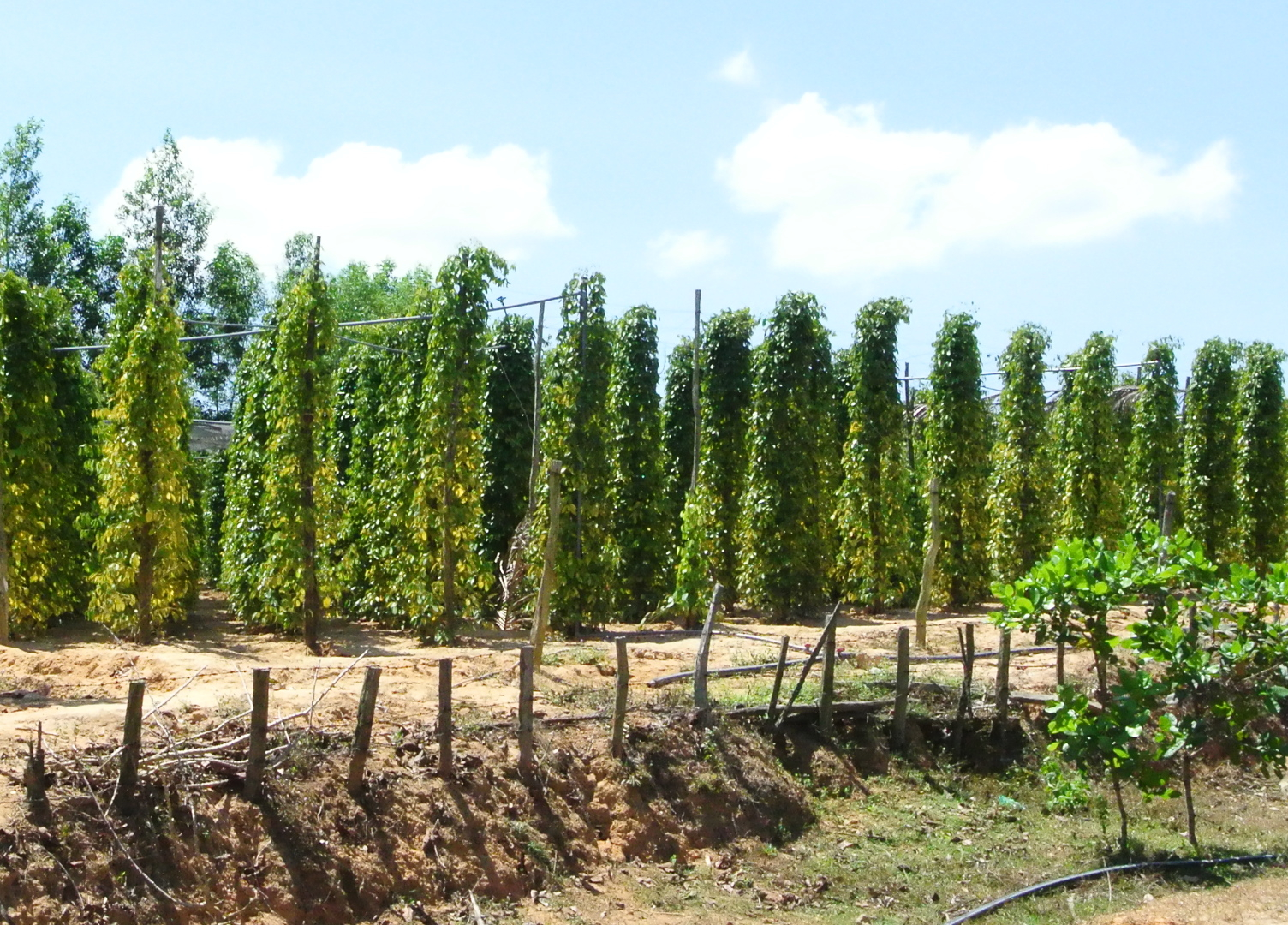
島中部の胡椒農家
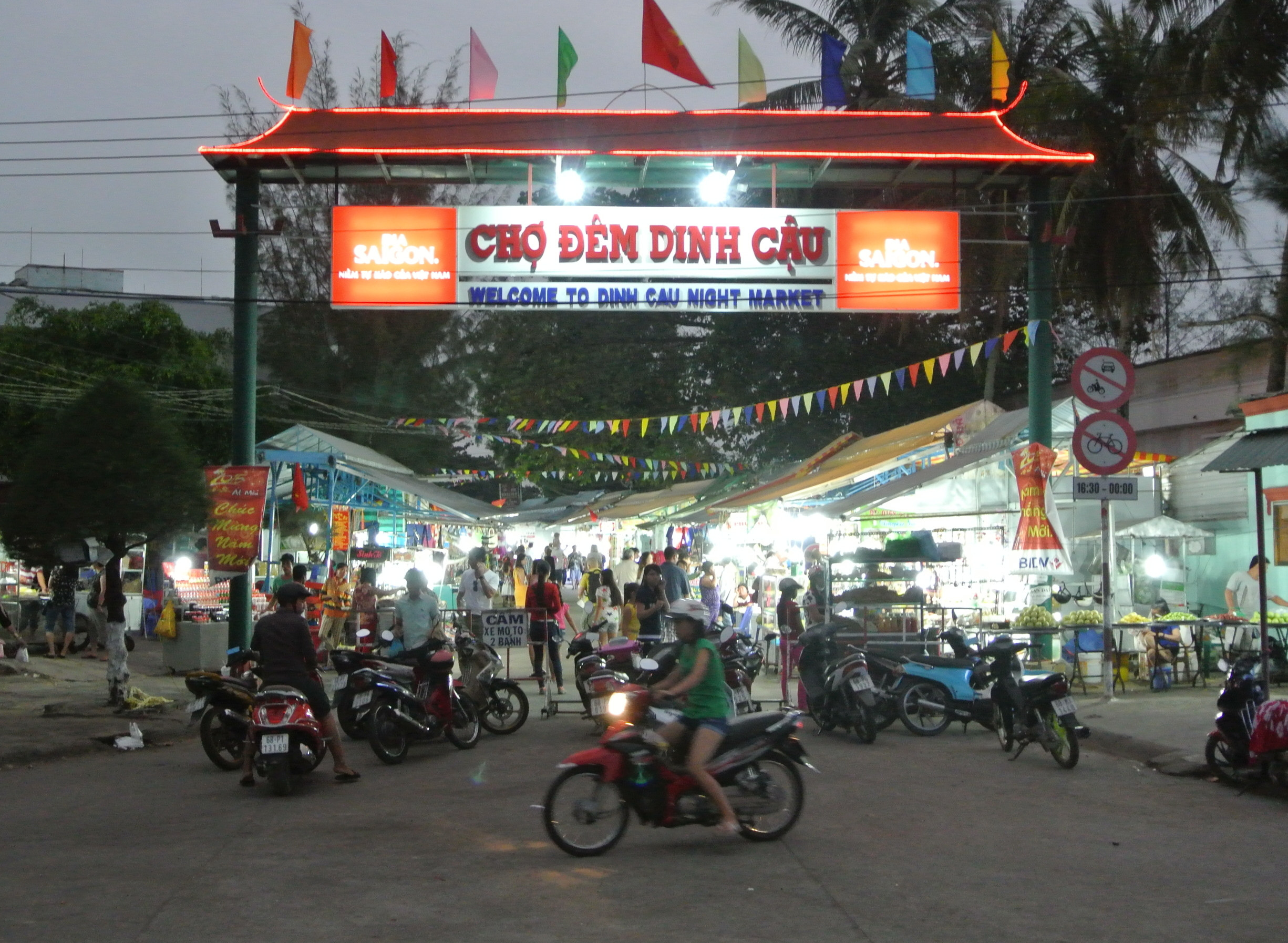
観光客を集めるズォンドンのナイトマーケット
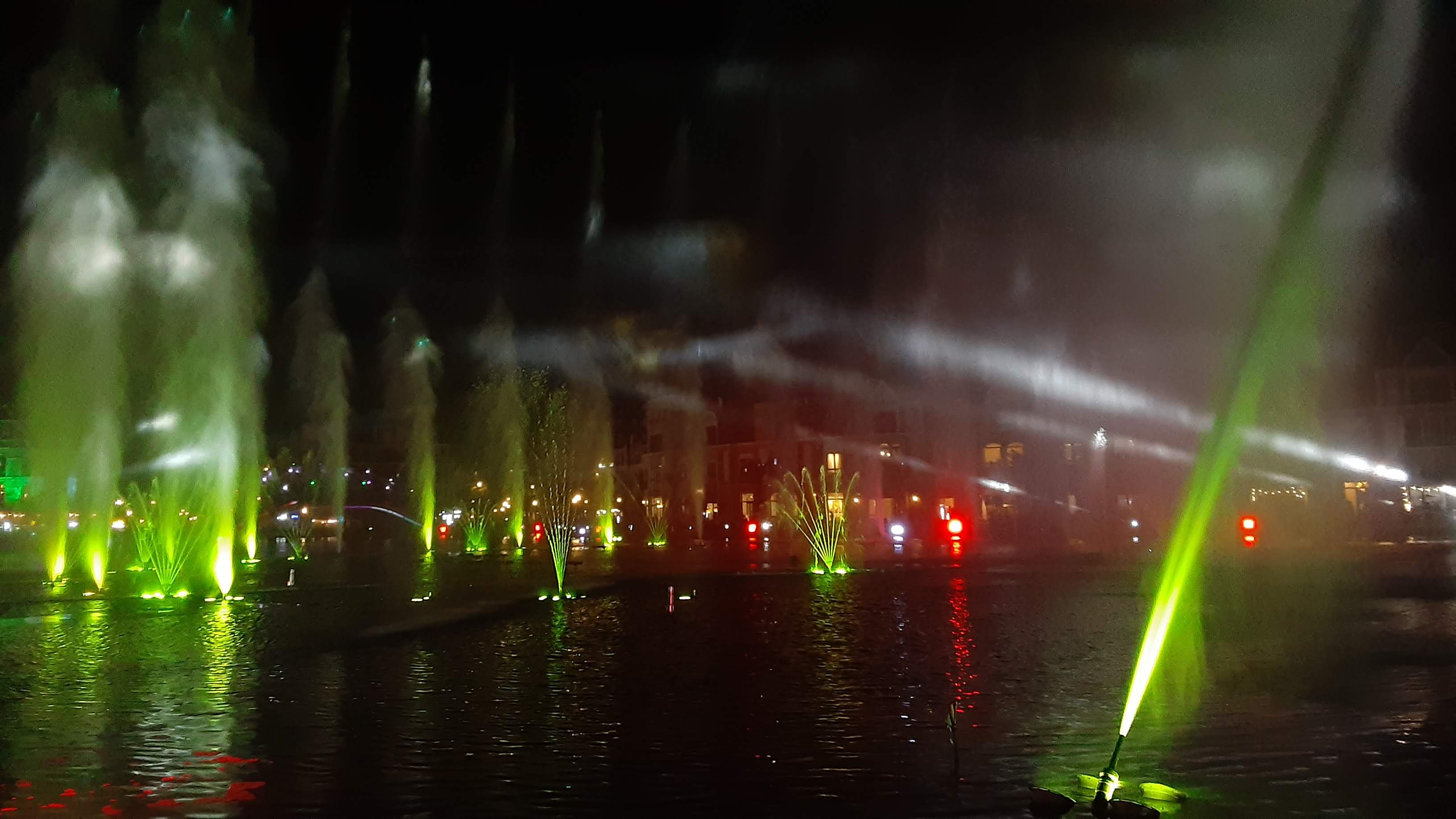
グランドワールド・フーコックのウォーターショー
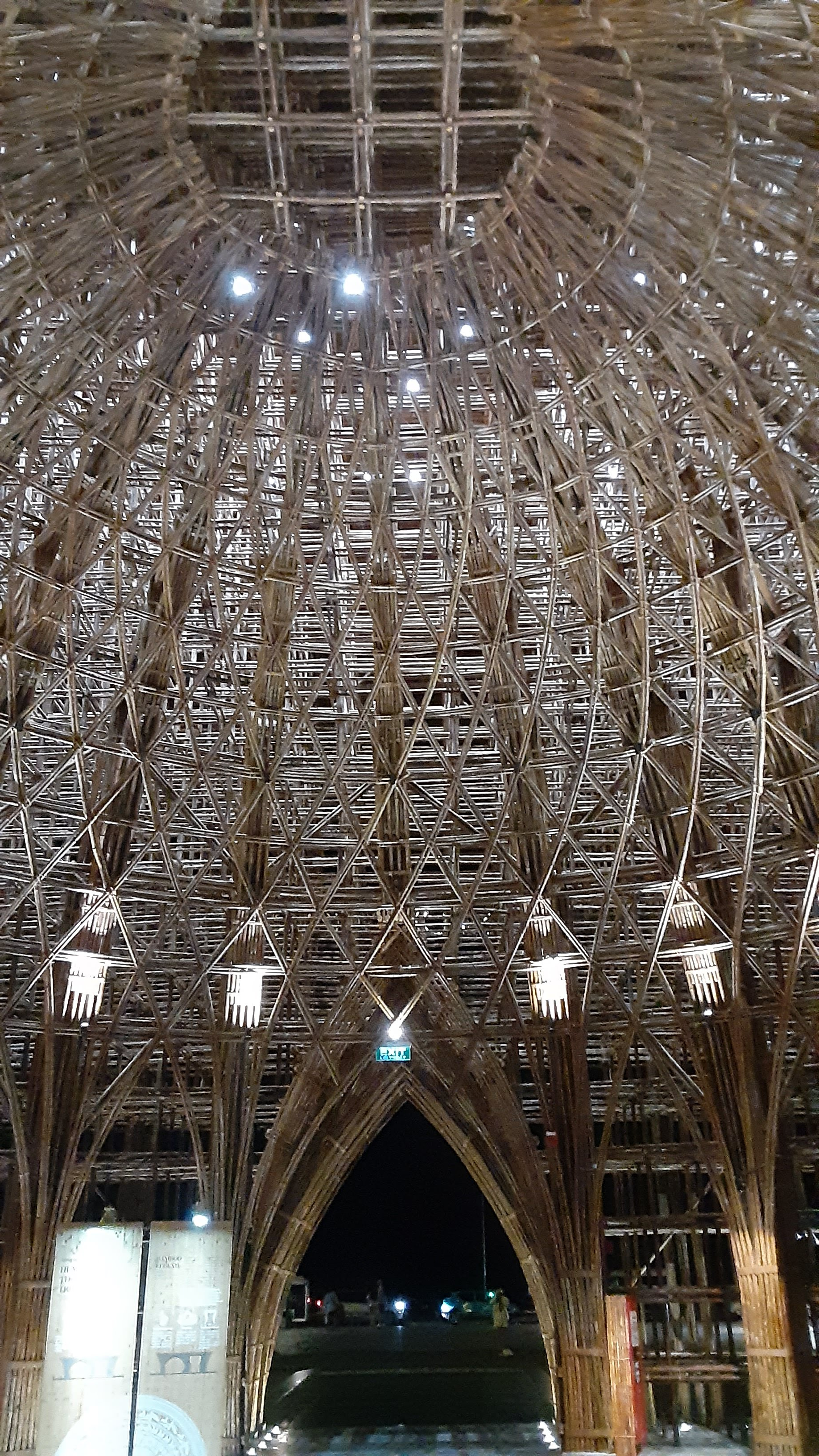
ベトナムを代表する建築デザイナーヴォ・チョン・ギア・アーキテクツ（Vo Trong Nghia）による設計で、タイニン省の竹が3万2千本使用されるグランドワールド・フーコックのゲート,ウェルカムセンター。
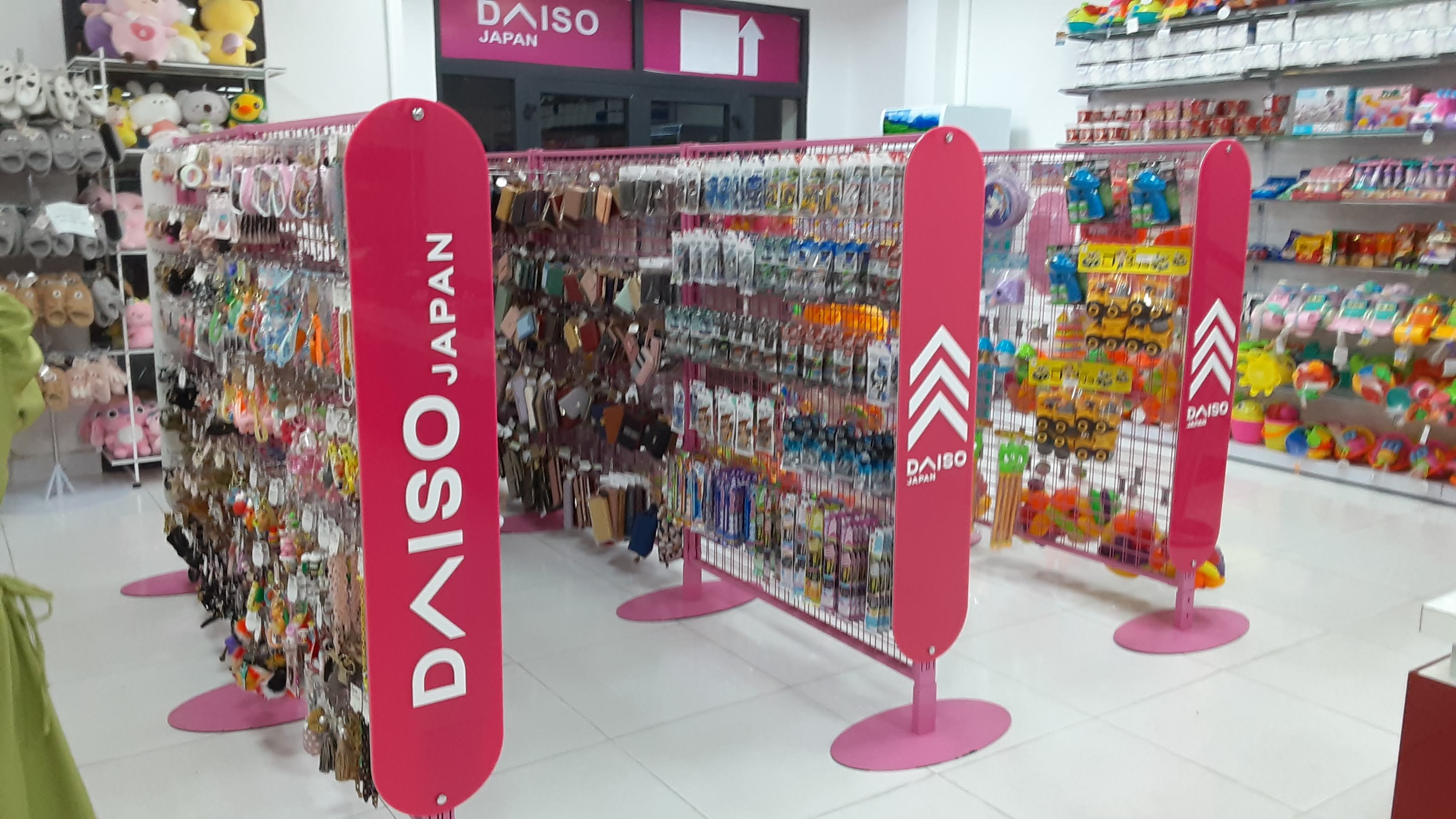
グランドワールド・フーコックには日本企業の大創産業の店舗も出店する。